# Pont sobre el Dalmau
Èl Pont sobre el Dalmau és una obra de Santa Eulàlia de Riuprimer (Osona) inclosa a l'Inventari del Patrimoni Arquitectònic de Catalunya.

## Descripció
Pont d'un sol arc,passa prop del mas ALIBERCH,és tot de pedra i pla, avui en dia no serveix, ja que té el pont nou al costat.Passa per sobre del torrent Dalmau,afluent de la Riera de Muntanyola, afluent per la dreta del riu Meder, afluent per la dreta del Ter.